# Palazzetto dello sport di Beaublanc
Il Palazzetto dello sport di Beaublanc, abbreviato localmente come "Palais des Sports" o "Beaublanc", è un impianto polifunzionale situato a nord della città di Limoges.
Inaugurato il 28 novembre 1981, ospita gli incontri casalinghi del Limoges Cercle Saint-Pierre oltre a vari eventi sportivi come incontri di Coppa Davis e Fed Cup e pallamano. Nel 1987 è stato teatro del primo All-star game della Pro A.
Fino al 1991, quando è stato inaugurato il Palazzetto dello sport di Pau, è stato il più grande impianto cestistico francese e fino al 2016, con l'apertura dello Zénith de Limoges ha ospitato i più importanti concerti della città.
La sua forma è molto caratteristica, in particolare il tetto sorretto da un vasto telaio in rovere.